# Позери
Позери, или Поезери или Подзери още Позири или Поезерец (на гръцки: Απόζαρι, Апозари), е традиционна крайезерна северна махала на македонския град Костур (Кастория), Егейска Македония, Гърция.
Според български източници етимологията на името е българска и идва от по езерото.
В Позери, както и в другата традиционна костурска махала – южната махала Долца, е съсредоточено богатото архитектурно и художествено наследство на град Костур. В Позери са разположени големи, традиционни къщи от XVIII и XIX век, забележителни с красивата си архитектура, както и множество църкви от същата епоха или по-стари.
Махалата Позери е разположена в стария град на Костур, в северната му част. На север завършва в крайбрежната на Костурското езеро улица „Ники“. Сред забележителностите в махалата Позери са църквите „Свети Пантелеймон“, „Свети Лука“, „Свети Николай Дзодзов“, „Свети Архангели Позерски“, „Свети Йоан Предтеча Позерски“, „Въведение Богородично“, родната къща на Атанасиос Христопулос, Циацаповата къща и други.